# Antonio Garrido (écrivain)
Pour les articles homonymes, voir Antonio Garrido.
Antonio Garrido Molina, né en 1963 à Linares, dans la province de Jaén, est un écrivain espagnol, auteur de romans policiers historiques. Il a reçu en 2015 le prix Fernando Lara pour El último paraíso.

## Biographie
Il fait des études d'ingénieur industriel à l'université polytechnique de Las Palmas. Il est ensuite professeur à l'université CEU Cardinal Herrera de Valence, puis à l'université polytechnique de Valence.
Il amorce sa carrière littéraire en 2008 avec le roman policier historique La Scribe (La escriba), dont l'action se déroule dans la Franconie, en l'an 799, à la veille du sacre de Charlemagne. Theresa, la fille d'un scribe byzantin, se réfugie dans l'abbaye de Fulda et devient la scribe du moine Alcuin d’York, grâce auquel elle participe à des enquêtes sur des morts suspectes. L'ouvrage devient un best-seller traduit dans une douzaine de langues. Le Lecteur de cadavres (El Lector de Cadáveres), paru en 2011, est un second roman policier historique, dont le héros Song Ci, inspiré d'un personnage réel de la Chine impériale du XIIIe siècle, a le don d'expliquer les causes d'un décès grâce à un examen minutieux des corps.
Il vit à Valence.

## Œuvre
- La escriba (2008), prix des Lecteurs Sélection 2010 Publié en français sous le titre La Scribe, trad. de Maryvonne Ssossé, Paris, Presses de la Cité, 2009, 500 p.  (ISBN 978-2-258-07815-4)
- El Lector de Cadáveres (2011) Publié en français sous le titre Le Lecteur de cadavres, trad. de Nelly et Alex Lhermillier, Paris, Éditions Grasset et Fasquelle, coll. « Grand format », 2014, 616 p.  (ISBN 978-2-246-80070-5)
- El Último Paraíso (2015) Publié en français sous le titre Le Dernier Paradis, trad. de Nelly et Alex Lhermillier, Paris, Éditions Grasset et Fasquelle, coll. « Grand format », 2016, 544 p.  (ISBN 978-2-246-85991-8)

- Premio Fernando Lara de Novela.
- El jardin de los enigmas (2019) Publié en français sous le titre Le Jardin des énigmes trad. de Hélène Melo , Presse de la cité , 2023, 450 p.  (ISBN 9782258201545)